# Platysenta circulorum
Platysenta circulorum là một loài bướm đêm trong họ Noctuidae.